# Pagondas (Samos)
Pagondas (griechisch Παγώνδας (m. sg.)) ist ein zum Gemeindebezirk Pythagorio gehörendes Dorf im Süden der griechischen Insel Samos. Zusammen dem Küstenort Ireo, einst der Hafenort von Pagondas mit dem in unmittelbarer Nähe liegenden antiken Heiligtum und UNESCO-Welterbe Heraion von Samos und Kolona bildet es den Stadtbezirk Pagondas (Δημοτική Κοινότητα Παγώνδου) mit 1395 Einwohnern 2011.

## Lage

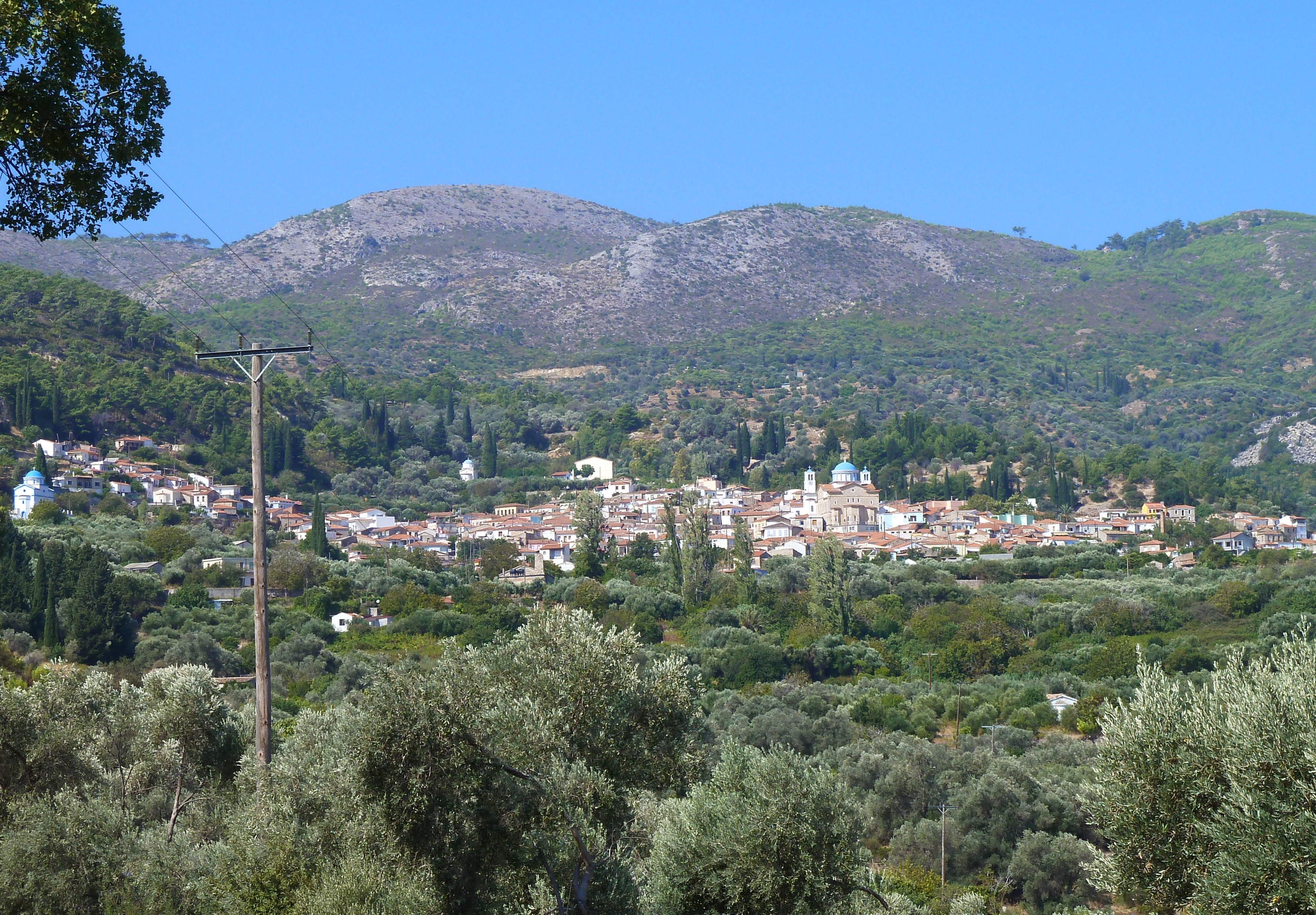
Pagondas

Pagondas liegt ähnlich einem Amphitheater an den südöstlichen Ausläufern des Ambelos-Gebirges in zirka 180 Metern Seehöhe und bietet einen Panoramablick nach Osten über die Ebene von Chora (Κάμπος Χώρας Kambos Choras) und die angrenzende Ägäis. Das Dorf liegt etwa 12 Kilometer westlich vom Flughafen. Pagondas ist über Straßenverbindungen von Pythagorio, Ireo und Pyrgos erreichbar.
Das Gebiet des Stadtbezirks Pagondas (Τοπική Κοινότητα Παγώνδου) erstreckt sich im Süden der Insel auf einer Fläche von 33,754 Quadratkilometern. Damit ist Pagondas nach Mytilinii zweitgrößte Ortschaft des Gemeindebezirks Pythagorio (Δημοτική Ενότητα Πυθαγορείου) und viertgrößte der Gemeinde Samos. Angrenzende Stadtbezirke und Ortsgemeinschaften sind im Westen Spatharei, im Norden Pyrgos, Koumaradei und Myli, sowie im Nordosten Chora. Im Osten und Süden reicht das Gebiet bis zur Küste.

## Geschichte
Der Ort zählt zu den ältesten Dörfern der Insel und wurde wie das benachbarte Myli in der zweiten Hälfte des 16. Jahrhunderts gegründet. Nach dem ältesten schriftlichen Zeugnis aus dem Jahr 1677 bestand das Dorf Pagontas aus nicht weniger als 300 Häusern und 2 Kirchen. Im Dorf wurde eine Seidenmanufaktur betrieben. In einer Auflistung erwähnte Tournefort 1702 das Dorf Bavonda ohne weitere Angaben.
Seit der Mitte des 19. Jahrhunderts unterstand das Dorf der Verwaltung Choras. Der französische Forschungsreisende Victor Guérin beschreibt Pagonda 1856 mit 350 Häusern, 4 Kirchen und einer Schule. Er erwähnt die 200 jährige Tradition der Seidenproduktion. 1869 bestand das Dorf aus 410 Häusern, mit drei Kirchen sowie einer Schule. Die meisten der 1525 Einwohner waren Landwirte.
Nach den Angaben Hauttecœurs hatte das Dorf zu Beginn des 20. Jahrhunderts 3387 Einwohner, ihre Haupterwerbsquelle lag im Anbau von Zwiebeln sowie in der Produktion von Olivenöl und Seide.
Nach dem Anschluss der Insel Samos an Griechenland wurde Pagondas 1918 eine selbständige Landgemeinde (Κοινότητα Παγώνδου Kinotita Pagondou). Der Fischerort Ireo wurde 1940 als Siedlung anerkannt, Kolona 1991. Durch die Gebietsreform 1997 wurde Pagondas mit 10 weiteren Landgemeinde zur damaligen Pythagorio zusammengelegt. Die Verwaltungsreform 2010 führte die ehemaligen Gemeinden der Insel zur neuen Gemeinde Samos (Δήμος Σάμου Dimos Samou) zusammen. Seitdem hat Pagondas den Status eines Stadtbezirks (Δημοτική Κοινότητα).
Einwohnerentwicklung von Pagondas
| Name     | griechischer Name | 1913 | 1920   | 1928 | 1940 | 1951 | 1961 | 1971 | 1981 | 1991 | 2001 | 2011 |
| -------- | ----------------- | ---- | ------ | ---- | ---- | ---- | ---- | ---- | ---- | ---- | ---- | ---- |
| Pagondas | Παγώνδας          | 2641 | 2414   | 2436 | 2570 | 2186 | 1899 | 1380 | 1141 | 0980 | 0764 | 0518 |
| Ireo     | Ηραίο             |      |        |      | 0061 | 0099 | 0122 | 0102 | 0210 | 0417 | 0495 | 0849 |
| Kolona   | Κολόνα            |      |        |      |      |      |      |      |      | 0009 | 0035 | 0028 |
| Gesamt   | Gesamt            |      | 2451 * | 2436 | 2631 | 2285 | 2021 | 1482 | 1351 | 1406 | 1294 | 1395 |

*einschließlich 37 Bewohner des Metochis Sarakini des Johannesklosters von Patmos 

## Wirtschaft
Der fruchtbare Boden eignet sich besonders für die Kultivierung von Wein und Oliven. Andere typische Produkte von hoher Qualität aus der Gegend um Pagondas sind Holz, Käse, Honig, Gemüse und Obst.

### Ölmühle in Pagondas
Die alte Mühle am Ortseingang ist wahrscheinlich die älteste von ehemals 65 Ölmühlen auf Samos. Die Halle wurde im Jahr 1890 von Odisséas Manoliádes errichtet und von ihm bis 1940 betrieben. Sein Nachfolger war sein Sohn Kostas, der sie bis 1970 betrieb um sie wiederum seinem Sohn, Georgios Manoliádes zu überlassen, der derzeit (2008) 71 Jahre alt, sie seinem Sohn Kostas übergeben wird.
Die Halle stammt original aus dem Jahr 1890. Der jetzige Maschinenpark ist allerdings erst die 3. Saison in Betrieb. Ursprünglich betrieb eine große Dampfmaschine über Keilriemen die gesamte Anlage (bis 1955).
Dann wurde sie durch Dieselmotoren ersetzt (1955–1967). Heute arbeiten die Maschinen mit Elektrizität. Nur das benötigte Warmwasser erzeugt nach wie vor ein Kessel, der mit Oliventrester beheizt wird.

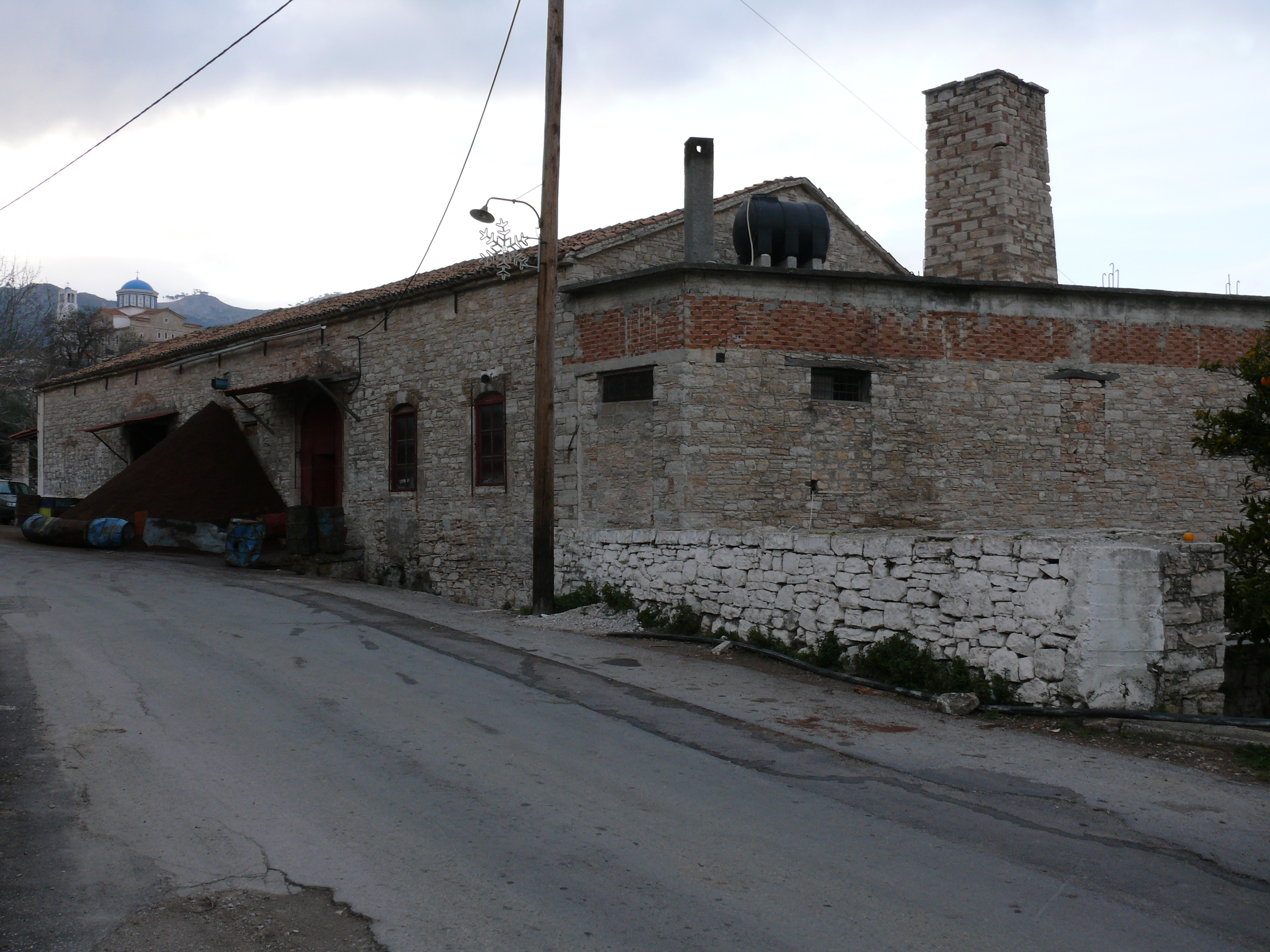
Ölmühle an der Ortseinfahrt von Pagondas
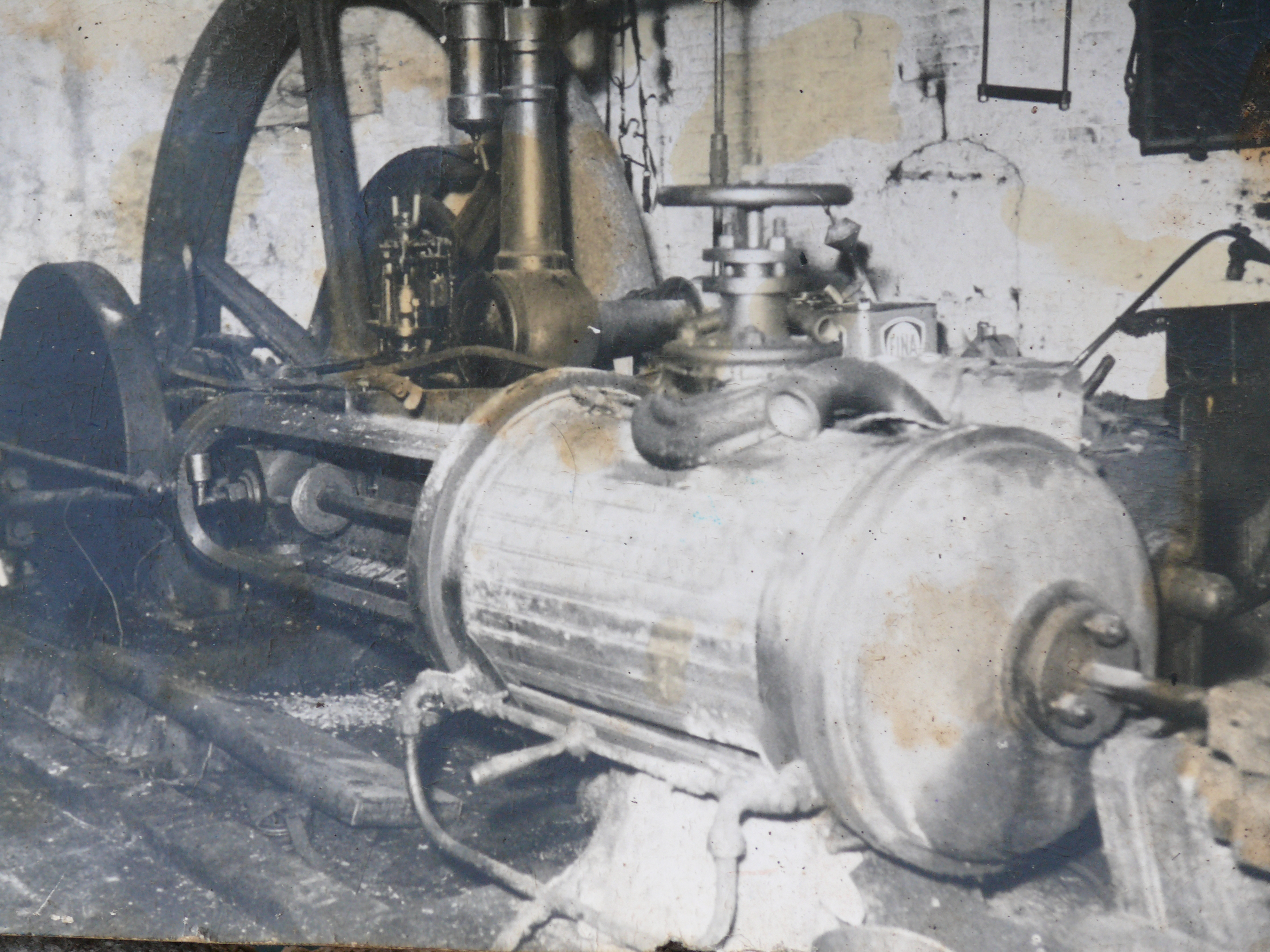
Alte Dampfmaschine
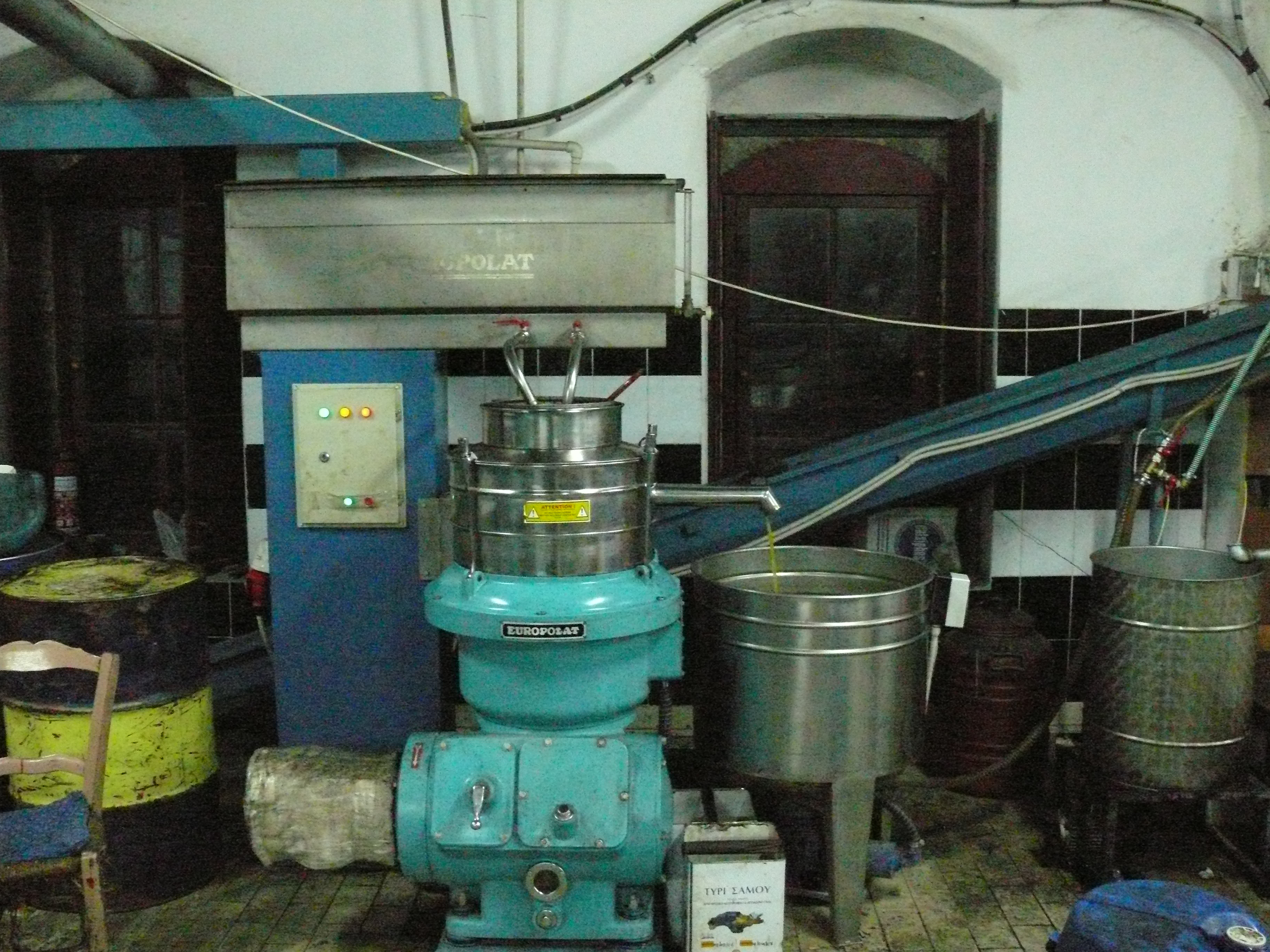
Neue Zentrifugierstation
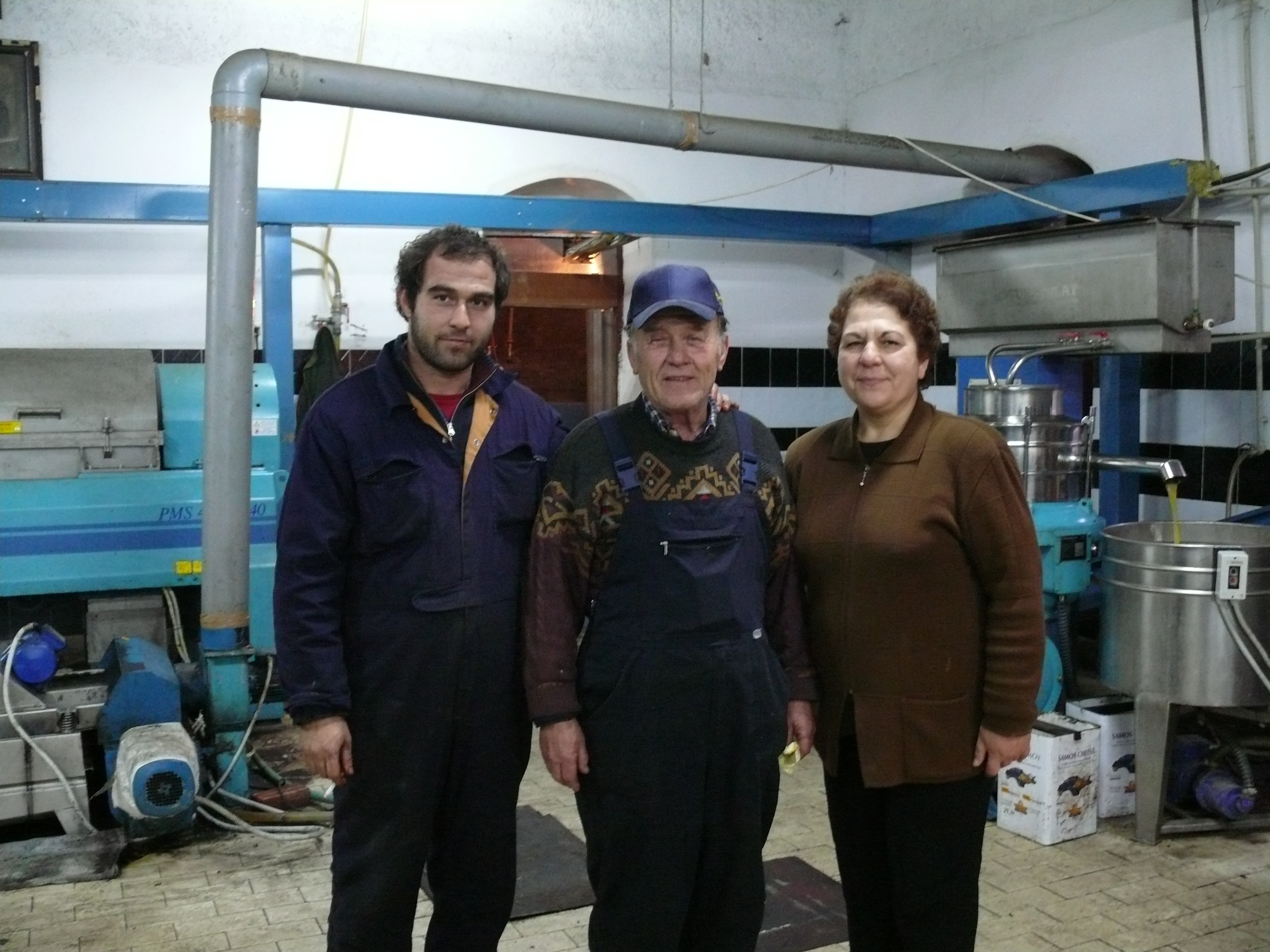
Familie Manoliádes

Die Anlage ist pro Jahr etwa vier Monate in Betrieb (ca. 10. November bis Ende März) und presst pro Saison 280 – 300 Tonnen Oliven. Daraus entstehen ca. 160 – 180 Tonnen Öl. Der an der Außenseite der Ölmühle zwischengelagerte Trester wird in einer Fabrik in Ormos Marathokambou raffiniert und zu Seifen und Shampoos weiterverarbeitet. Die dort übrig bleibenden Rückstände dienen wiederum in Pagondas als Brennstoff für den Warmwasserkessel.

## Sehenswertes
Zu den zahlreichen Sehenswürdigkeiten des Ortes zählen
- die Kirche der heiligen Dreifaltigkeit aus dem Jahre 1872 mit angeschlossenem Kirchenmuseum, das mehrere Ikonen aus dem 17. Jahrhundert und andere Kunstwerke beherbergt.
- die Christuskirche aus dem 16. Jahrhundert mit einem marmornen Glockenturm, der seitens des Kultusministerium zum nationalen Kulturerbe erklärt wurde.
- mehrere kleinere Kapellen zu Ehren von Agios Paraskevi, Agios Panteleimon, Agia Panagista, Agios Konstantinos, Agios Elias Hamilos, Agios Giorgos und andere

Neben der alten Schule, die zu einem Veranstaltungszentrum und Folklore – Museum umgewandelt wurde und den öffentlichen Waschräumen aus dem 19. Jahrhundert (Megali Vrisi) zählt auch die alte Ölmühle (Olivenfabrik) am Eingang zum Dorf zu den Sehenswürdigkeiten.

## Töchter und Söhne des Ortes
Pagondas ist der Geburtsort des Romanautors Alkis Angeloglou und des Dichters und Schriftstellers Kostas Karathanasis.

## Küste bei Pagondas

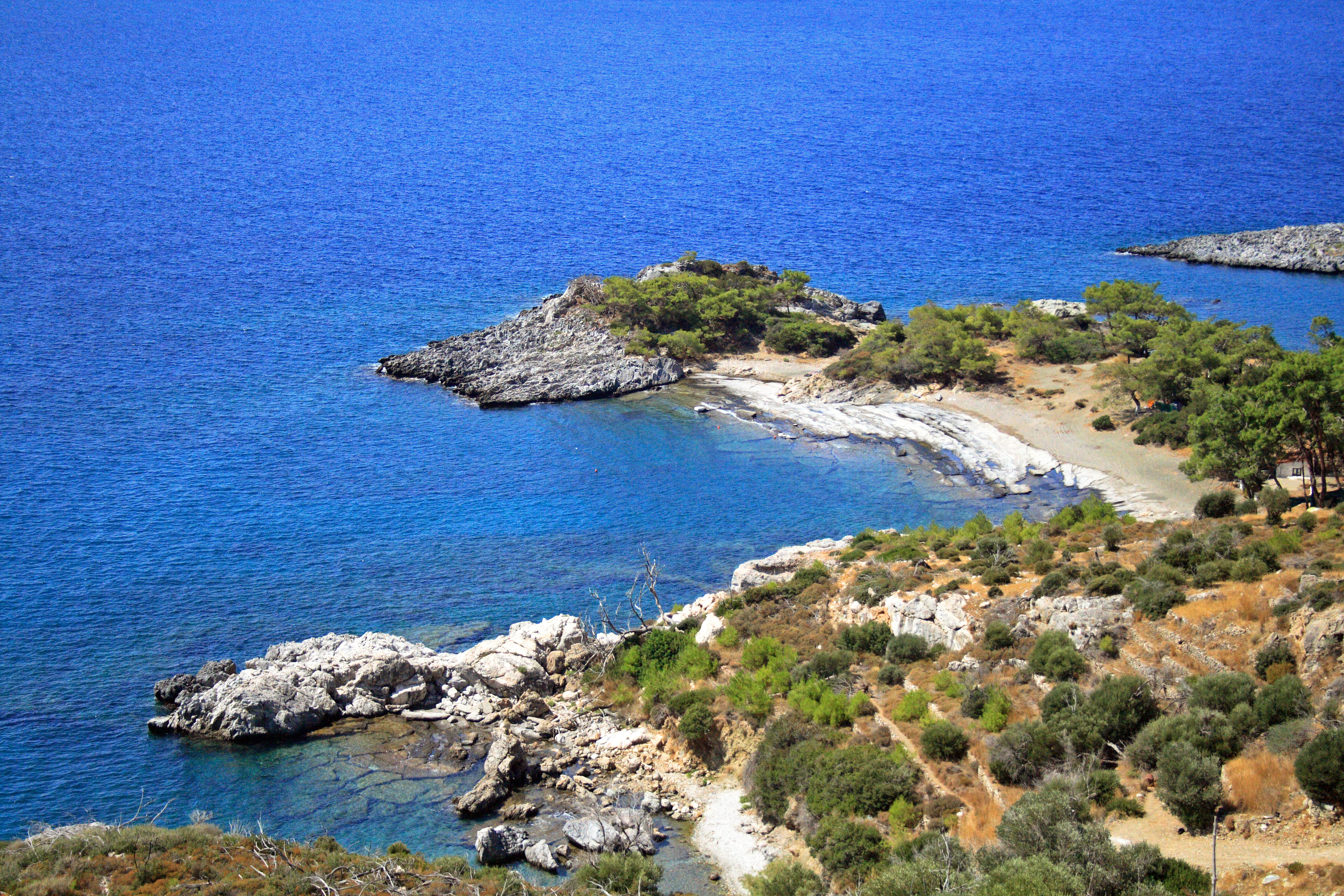
Küste unterhalb von Pagondas
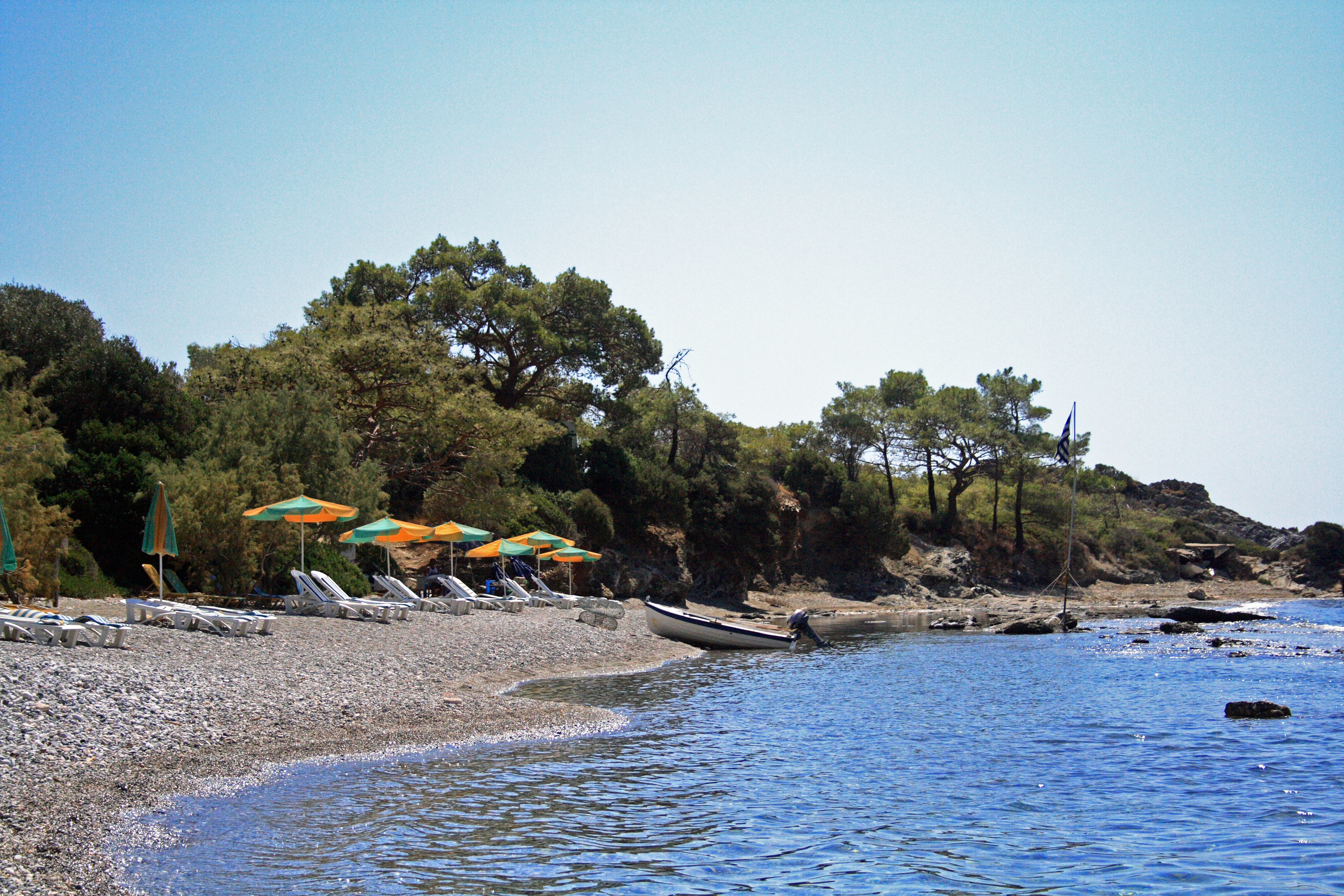
Tsopela Beach unterhalb von Pagondas